# Eparchie kudymkarská
Eparchie Kudymkar je eparchie ruské pravoslavné církve nacházející se v Rusku.

## Území a titul biskupa
Zahrnuje správní hranice území Komi-Permjackého okruhu, také Bolšesosnovského, Věreščaginského, Ilinského, Karagajského, Nytvenského, Ochanského, Očorského, Sivinského a Častinského rajónu Permského kraje.
Eparchiálnímu biskupovi náleží titul biskup kudymkarský a věreščaginský.

## Historie
Roku 1929 byl zřízen kudymkarský vikariát permské eparchie aby bylo zabráněno renovacionismu, který zde byl velmi silný ale po roce 1931 nebyl vikariát obsazen.
Dne 19. března 2014 byla rozhodnutím Svatého synodu zřízena samostatná kudymkarská eparchie oddělením území z permské eparchie. Stala se součástí nově vzniklé permské metropole.
Prvním eparchiálním biskupem se stal biskup dobrjanský a vikář permské eparchie Nikon (Mironov).

## Seznam biskupů

### Kudymkarský vikariát permské eparchie
- 1929–1931 Ilija (Babin)

### Kudymkarská eparchie
- 2014–2021 Nikon (Mironov)
- 2021–2024 Mefodij (Němcov), dočasný administrátor
- od 2024 Petr (Zobov)